# 孝惠張皇后
張皇后（—前163年），中國西漢時期皇族女性，為汉惠帝皇后。唐代司马贞撰写的《史记索隐》中，提到西晋皇甫谧称张皇后的名字为“张嫣”。小說《漢宮春色》记载张氏名嫣，字孟媖，小字淑君。

## 生平
张氏为宣平侯张敖的女儿，张敖的妻子为吕后的女儿鲁元公主。惠帝四年（前192年）冬十月壬寅（11月10日），吕后为了“亲上加亲”，以骏马十二匹、黄金万两作为聘礼，将张氏立为皇后，并希望她能生子。但张氏一直無法懷孕。呂后乃取宮人子，偽為張氏之子。其子立為太子。
前188年漢惠帝駕崩，太子即位，是為西漢前少帝。少帝年幼，因此呂后依舊稱皇太后並臨朝稱制，呂后專制八年後逝世，呂氏一族隨之覆滅，而张皇后雖倖免一死，卻受到牽連，被廢至北宮幽禁。前180年，漢惠帝四弟劉恆即位，是為漢文帝，皇嫂张氏仍稱孝惠皇后。文帝后元元年（前163年）春三月，张皇后病逝，與漢惠帝合葬安陵，不另起墳。
託名东晋时代所著的小说《汉宫春色》有专门的《汉孝惠张皇后外传一》，以张皇后的一生为题材。

## 生母争议
《史记》仅记载张皇后为张敖的女儿。《汉书》记载张皇后为张敖和鲁元公主的女儿，即汉惠帝亲外甥女。薛福成《庸庵笔记》记载张皇后生母是张敖的次妻陈氏（陈馀之女）。

## 影视作品
| 影視作品     | 飾演的演員                          |
|              | 胡雅斯飾演張皇后。                  |
| 《美人心計》 | 蘇青飾演張皇后，幼年由董慧扮演。    |
| 《大风歌》   | 夏露 飾演張皇后，幼年由张楚倩扮演。 |

## 延伸阅读
[在维基数据编辑]
 《漢書·卷097上》，出自班固《漢書》
 《漢書/卷097下》，出自班固《漢書》